# Cominak
La Compagnie minière d’Akouta (Cominak) est une entreprise d'exploitation de l'uranium au Niger, filiale de la multinationale française Orano, active sur les gisements d'uranium dans la province d'Agadez, au nord du pays.  
Avec des coûts d'exploitation très élevés et une forte baisse des prix de l'uranium, la Cominak est déficitaire depuis 2017. En 2018, cette perte nette est de 17 milliards de FCFA (25,9 millions d'euros). Son arrêt d'exploitation est donc fixé à mars 2021.  
À la suite de l’épuisement des ressources, le conseil d'administration de la Cominak a voté en octobre 2019 l’arrêt de production des gisements d’Akouta, Akola et Ebba pour le 31 mars 2021. 

## Activité
Le site industriel se situe au nord du Niger, dans une région désertique initialement inhabitée.
Toutes les infrastructures ont été créées par la compagnie : mine, usine, ateliers, logements, hôpital, école, magasins, etc. La ville d'Akokan, fondée par Cominak, se situe à quelques kilomètres de la ville d'Arlit qui a elle été fondée par la Société des mines de l'Aïr (Somaïr), les deux sites miniers et les deux villes s'étant développés parallèlement.
Le minerai d’uranium est extrait des mines d’Akouta, puis d’Akola et d’Afasto, à proximité. C’est une des plus grandes mines d’uranium souterraines au monde. Le minerai est traité sur place dans l'usine qui produit un concentré d’uranate de magnésie à environ 75 % d’uranium.
En 2019, le conseil d’administration de la Cominak décide d’arrêter la production du site d’Akouta au 31 mars 2021. Un réaménagement responsable du site industriel sera mené conformément à la réglementation nigérienne et aux recommandations internationales.

## Historique
Quelques dates clefs :
- 1974 : création de la société Cominak, à la suite d'un protocole d’accord entre la France, le Japon et le Niger,
- septembre 1974 : installation de la première équipe sur le site d'Akouta[3]
- janvier 1978 : mise en service de l'atelier d'acide sulfurique[3]
- avril 1978 : début de l'extraction du minerai uranifère[3]
- août 1978 : achèvement de la centrale électrique de 13,5 MW[3]
- 31 août 1978 : production des premiers concentrés d'uranium dans l'usine de traitement des minerais[3]
- 1981 : production record avec 2 260 tonnes d'uranium,
- 2003 : certification ISO 14001.
- 2012 : Areva condamné pour "faute inexcusable" après le décès d'un ingénieur français de la Cominak atteint d'un cancer[4].
- 2018 : plusieurs conventions minières signées avec l'État du Niger arrivent à terme le 31 décembre[5].
- octobre 2019 : Orano annonce de la fermeture de la mine en 2021[6]
- mars 2021 : arrêt de la production

## Organisation
Le capital de la Cominak, 3,5 milliards de francs CFA, est détenu par :
- Orano pour 34 %,
- la Société du patrimoine des mines du Niger (SOPAMIN) pour 31 %,
- la société japonaise Overseas Uranium Resources Development Company (OURD) pour 25 %,
- la société espagnole Enusa Industrias Avanzadas SA pour 10 %.

Son siège social est installé à Niamey, dans les mêmes locaux qu'Orano Mines Niger.

## Arrêt de production et projet de réaménagement
En 2019, le Conseil d’administration de la Compagnie minière d’Akouta (COMINAK) a fixé l’arrêt de la production du site d’Akouta au 31 mars 2021. En cause, l’épuisement des gisements.
Un projet de réaménagement, dans le respect des normes nationales et des recommandations internationales de l’ICMM (International Council on Minings and Metals), a été lancé. 
Orano, actionnaire de Cominak à 34 %, s’engage à supporter techniquement le projet, aux côtés de l’État du Niger et des autres actionnaires.